# Lamborghini SC20
Lamborghini SC20 – supersamochód klasy średniej typu one-off wyprodukowany pod włoską marką Lamborghini w 2020 roku.

## Historia i opis modelu
W grudniu 2020 roku Lamborghini przedstawiło kolejny w tym okresie unikalny supersamochód zbudowany w jednym egzemplarzu, za którego bazę techniczną posłużyły podzespoły techniczne flagowego Aventadora. To czwarta w historii włoskiej firmy interpretacja charakterystycznej barchetty pozbawionej czołowej szyby oraz dachu, będąc pierwszym takim modelem od czasu prezentacji Aventadora J w 2012 roku.
Lekkie nadwozie wykonane zostało z włókna węglowego, otwory wentylacyjne wydrukowane zostały w drukarce 3D, z kolei rozwiązania stylistyczne nawiązują do innych oferowanych wówczas konstrukcji przez Lamborghini. Tylne skrzydło umożliwia sterowanie w trzech płaszczyznach, z kolei do wykonania dwumiejscowej kabiny pasażerskiej wykorzystano nie tylko włókno węglowe, ale i aluminium. Nadwozie pomalowano w mieszance specjalnych lakierów: białego Bianco Flu i niebieskiego Cepheus Blue.
Jednostka napędowa zapożyczona została z wyczynowego Aventadora SVJ - wolnossący silnik benzynowy typu V12 charakteryzuje się pojemnością 6,5 litra i mocą 770 KM. Przenosząc moc na tylne koła, rozwija 100 km/h w 2,8 sekundy i rozpędzając się maksymalnie do 350 km/h.

### Sprzedaż
SC20 nie został przeznaczony do seryjnej produkcji - podobnie jak poprzedni Aventador J, samochód został zbudowany w 2020 roku w jednym egzemplarzu na specjalne zamówienie klienta. Producent nie ujawnił ceny, za którą dopełniona została transakcja, ani dla kogo skonstruowany został unikatowy pojazd.

### Silnik
- V12 6.5l 770 KM